# Devarapura, Alur
Devarapura là một làng thuộc tehsil Alur, huyện Hassan, bang Karnataka, Ấn Độ.